# Flughafen Brisbane

i7
i11
i13
Der Flughafen Brisbane (englisch Brisbane Airport, IATA-Code: BNE, ICAO-Code: YBBN) ist ein Flughafen in Brisbane, im Bundesstaat Queensland (Australien). Er liegt 13 Kilometer nordöstlich der Stadt.

## Allgemein

Übersicht über den Brisbane Flughafen

Der Flughafen ist groß genug, um Passagierflugzeuge der größten Kategorie aufzunehmen. Außerdem wurden, wie auch an den Flughäfen Sydney, Perth und Melbourne, Terminals erweitert, um die Aufnahme eines Airbus A380 zu ermöglichen. Die Terminals des Brisbane Airport besitzen mehrere Restaurants, Geldwechselschalter, Duty-free Shops sowie einen Erste-Hilfe-Schalter. Zum Flughafen führt eine Autobahn, außerdem verkehren Taxis, Busse und der Airtrain.
Der Flughafen teilt sich dabei in zwei Terminals, wobei eins für internationale und das andere für nationale Flüge Verwendung findet.

## Geschichte
Der Vorgänger des Flughafens wurde 1928 als Eagle Farm Airport eröffnet. Im Zweiten Weltkrieg war der Eagle Farm Airport Stützpunkt der Alliierten Streitkräfte. Dort wurden oftmals militärische Flugzeuge untergebracht. Nach dem Krieg wurde der Flughafen erstmals zu einem Passagierflughafen umgebaut. Terminals wurden errichtet, und der Flughafen war Ziel einiger Frachtfluggesellschaften. In den 1970er Jahren gab die Regierung den Auftrag, einen neuen Flughafen nördlich von Eagle Farm zu errichten. Dieser wurde von Leighton Holdings gebaut und 1988 als Brisbane Airport eröffnet.
2005 gewann der Flughafen Brisbane den IATA-Preis für den besten privatisierten Flughafen der Welt. Nachdem die benötigte 3.560 Meter lange Start- und Landebahn hinzugefügt wurde, nahm die Zahl der Passagiere innerhalb von drei Jahren um 3 Millionen Menschen zu.

## Fluggesellschaften und Ziele
Am Flughafen Brisbane sind nationale und internationale Fluglinien stationiert. Fluggesellschaften wie Virgin Australia und Qantas sind ein wichtiger Faktor für den australischen (Regional)verkehr. Internationale Fluggesellschaften wie etwa Emirates oder Etihad Airways verbinden Brisbane mit den arabischen Staaten. Flüge auf die ozeanischen Inseln werden immer wichtiger und spielen eine große Rolle. Amerikanische Airlines sind in Brisbane kaum anzutreffen. Der Verkehr nach Ostasien ist in Brisbane sehr wichtig, am Flughafen stationiert sind die Fluglinien von China Airlines, Thai Airways, Singapore Airlines und EVA Air. Außerdem wird Brisbane täglich von Cathay Pacific angeflogen.

## Zwischenfälle
- Am 24. Mai 1961 stürzte eine Douglas DC-4-1009 der Trans Australia Airlines (Luftfahrzeugkennzeichen VH-TAA) beim Landeanflug auf den Flughafen Brisbane auf Bulwer Island ab. Der Absturz wurde durch gesundheitliche Probleme des Kapitäns ausgelöst. Beide Insassen dieses Frachtfluges kamen ums Leben.[6]